# Alto del Monte (Guadalajara)
El alto del Monte, cuerno del Monte o, simplemente, El Monte es un cerro de la Sierra Ministra, en Sistema Ibérico español, situado al sur de la localidad Palazuelos, en el término municipal de Sigüenza (Guadalajara). Su cima está a 1124 m s. n. m., donde se encuentra en el vértice geodésico.

## Hidrografía
La masa del Monte encierra un importante acuífero que está siendo objeto de estudio por el Ayuntamiento de Sigüenza sin que esté aclarado si el agua se empleará para asegurar el consumo de la capital municipal, de Palazuelos, de ambas, o si se empleará para permitir la construcción de un complejo residencial con un campo de golf.

## Hábitat

### Flora
Aunque su ladera norte está muy deforestada, la cima y la ladera sur están cubiertas de un tupido bosque mediterráneo de encinas y robles, quejigos y una población relicta de robles marojos sobre suelos de naturaleza silícea que se considera muy singular. Entremezclados hay importantes bosquetes de sabina albar, especie protegida en Castilla-La Mancha. Entre los árboles destaca la llamada carrasca alta, catalogada como árbol singular.

### Fauna
Entre la fauna de mamíferos se pueden destacar jabalíes, jinetas, tejones, corzos, garduñas, zorros, gatos monteses, etc. Entre las aves se encuentran el buitre leonado, el águila real, el cernícalo, la abubilla etc. Debido a los importantes valores naturales que atesora se encuentra situado dentro de los límites de la Zona de Especial Protección para las Aves y Lugar de Importancia Comunitaria del valle y salinas del Salado.